# Shidvar
Shidvar (in in persiano جزیرهٔ شیدوَر‎) nota anche come Marou è un'isola dell'Iran. Situata nel Golfo Persico, ad est di Lavan, appartiene amministrativamente allo Shahrestān di Bandar Lengeh.
L'isola, che ha un'estensione di circa 97 ha e dista circa 9 km dalla terraferma , è disabitata e il suo territorio, tutelato come riserva naturale dal 1971, è classificato dal 1999 come zona umida di importanza internazionale ai sensi della Convenzione di Ramsar.